# Romeo Gavioli
Romeo Gavioli (Montevidéu, 1912 — Montevidéu, 28 de abril de 1957) foi um violinista, cantor, compositor e diretor de orquestra uruguaio.
Era filho de italianos, e dedicou-se desde cedo à música, sempre sendo admirado pelos que o conheciam. Seu talento despertou o interesse de Edgardo Donato, autor de A media luz, que o levou para Buenos Aires no final dos anos 30 para ser crooner de sua orquestra. De volta à Montevidéu passou a dedicar-se além do tango ao candombe, um ritmo afro-uruguaio que sofria muito preconceito àquela época, e fazendo com que afamados cantores como Alberto Castillo gravassem os seus candombes, que são muito executados nos carnavais de Montevidéu e Buenos Aires até os dias atuais.
Foi um caloroso membro do Partido Comunista no Uruguai, tendo sofrido uma certa repressão, que o levou a uma depressão e ao suicídio, jogando seu carro contra as águas do porto de Montevidéu.

## Composições
- Baile de los morenos
- Estampa del ochocientos
- Montevideo
- Tinta negra
- Fiesta del tambor
- Mi Montevideo